# Серая монжита
Серая монжита (лат. Nengetus cinereus) — вид птиц из семейства тиранновых (Tyrannidae), единственный в роде Nengetus. До ревизии 2020 года обычно причислялся к роду монжит (Xolmis).

## Подвиды
Международный союз орнитологов выделяет два подвида:
- N. c. cinereus (Vieillot, 1816) — Суринам, восточная Бразилия, северо-восточная Аргентина и Уругвай;
- N. c. pepoaza (Vieillot, 1823) — от юго-восточного Перу и восточной Боливии до юго-западной Бразилии, Парагвая и северной Аргентины.

## Распространение
Обитают в Аргентине, Боливии, Бразилии, Парагвае, Перу, Суринаме и Уругвае. Естественной средой обитания этих птиц являются сухая саванна, субтропические или тропические затопляемые сезонно равнинные травянистые сообщества, а также пастбища. Могут жить и в антропогенных ландшафтах.

## Описание
Длина 22,5—23 см, масса до 621 г. Оперение сверху мышино-серое или тускло-серого цвета.

## Биология
Питаются насекомыми. Основная часть птиц не мигрирует, но южная популяция является перелётной. Детали, однако, не ясны.
МСОП присвоил виду охранный статус LC.